# Логово монстра
«Логово монстра» (англ. Bad Samaritan; дословно — «Плохой самаритянин») — американский психологический триллер режиссёра Дина Девлина. В России фильм вышел 19 апреля 2018 года. В США фильм вышел 4 мая 2018 года.
Фильм не имел кассового успеха, но в целом был положительно оценён критиками.

## Сюжет
Молодые парни из социальных низов Шон Фалько и Дерек Сандовал, работая парковщиками у элитного ресторана, тайком используют машины клиентов для проникновения в их дома с целью грабежа (но они никогда не берут ничего крупного, только мелкие вещи, вроде кредиток, ювелирки или банковских чеков). Однажды вечером Шон сел в машину богатого Кейла Эрендрейха и поехал обчищать его дом. Он пробирается, как ему кажется, в кабинет Кейла, где находит на столе банковский чек. Он фотографирует его, но при срабатывании вспышки неожиданно обнаруживает в комнате молодую женщину, Кэти Хопгуд, избитую, привязанную кожаными ремнями к стулу и прикованную цепью к полу. Она только успевает сказать ему, что в комнате и по всему дому расставлены камеры, через которые Кейл следит за ней, как ему на телефон звонит Дерек, потому что Кейл требует подать машину. Шону приходится уйти, пообещав Кэти, что он поможет ей. Он успевает вовремя пригнать машину обратно.
Шон рассказывает всё Дереку и звонит анонимно в полицию. Одновременно Кейл догадывается, что в его доме были посторонние, и к приезду полиции успевает подстраховаться — полицейские застают его в компании любовницы и, удовлетворившись этим, даже не заходят в дом. Через какое-то время он уходит, а парни проникают в его дом, но, к удивлению Шона, в кабинете пусто. Одновременно показано, что Кейл везёт Кэти в загородный домик, где сажает в большую клетку (там она находит на стене надписи, показывающее, что она не первая, кого он туда посадил), а затем тоже анонимно звонит в полицию и сообщает о проникновении в свой дом, но парням удаётся вовремя скрыться.
Несмотря на возражения Дерека, Шон идёт в полицию, где добровольно признаётся в проникновении и рассказывает о Кэти, но ему не верят, так как одной фотографии недостаточно — детектив Уэйн Баннион приходит под выдуманным предлогом к Кейлу, но ничего подозрительного не находит. Шона же отпускают из полиции, поскольку нет и доказательств его проникновения, но на прощание советуют обратиться в ФБР. Шон приходит туда и отдаёт фотографию агенту Оливии Фуллер. Всё это время за ним следит Кейл. Позже, когда Шон возвращается домой, вслед за ним проникает и Кейл, который скачивает из его компьютера все пароли к соцсетям и контакты, после чего начинает действовать.
Сначала он взламывает профиль Шона на Фейсбуке и «разрывает» его отношения с его девушкой Райли, затем однокурсники Райли получают якобы разосланное Шоном её эротическое фото, а затем Кейл, замаскировавшись под Шона, нападает на Райли на улице и избивает её до реанимации. Шон приходит к ней в палату, но она не верит ему и порывает с ним. Придя домой, Шон узнаёт, что его отчим и мать потеряли работу из-за поддельного компромата, а заодно и они с Дереком аналогично уволены из ресторана. Он изучает фото с чеком и Кэти и находит на чеке адрес того самого загородного дома, но, не зная дороги туда, решает проникнуть в дом Кейла. Одновременно он звонит Дереку, который возвращается к себе домой, чтобы сообщить о своем плане. У Дерека заняты руки и в какой-то момент он случайно нажимает на режим видеосигнала. Дома на него нападает и убивает Кейл, который перед этим убил родителей Дерека, но выставляет всё так, будто это Дерек убил их и покончил с собой. Однако, когда он берёт телефон Дерека, то срабатывает видеосигнал и Шону удаётся сделать его фото, которое он отправляет в ФБР.
Проникнув в дом Кейла, Шон обнаруживает, что тот решил залечь на дно путём смены личности, для чего установил в доме бомбу, которую он взорвёт, когда там будет Шон, чтобы его останки идентифицировали как Кейла. Шону удаётся на машине Кейла смыться из дома в самый последний момент. Используя навигатор, он находит путь к тому загородному дому. Одновременно Оливия находит дело о похищении Кэти, а затем выясняется, что ранее Кейл уже имел проблемы с законом. Его настоящая фамилия Валкенберг и он происходит из богатой семьи, которая занимается коневодством: в 14 лет Кейл, чтобы впечатлить тренершу по верховой езде, попытался оседлать буйного коня, но в итоге застрелил его, а затем застрелил и тренершу, чтобы та его не сдала (хотя сюжет не раскрывает, но, очевидно, влияние семьи спасло тогда Кейла от правосудия).
Шон приезжает к загородному дому Кейла, но тот вырубает его. Когда Шон приходит в себя, то видит, как перед ним стоит Кейл, держащий на прицеле Кэти, стоящую на краю ямы, дно которой посыпано щёлочью. Но поскольку яма далеко от дома, а Шон сидит на крыльце, то Кейл стреляет в Кэти издали, и та падает в яму. Затем он говорит Шону, что подстроил всё так, чтобы власти решили, будто это Шон похитил и убил Кэти. Но затем показано, что Кэти жива, так как пуля только задела её вскользь. Пытаясь выбраться из ямы, она случайно обрушивает одну из стенок и с ужасом видит останки всех предыдущих жертв Кейла. Выбравшись, она оглушает Кейла лопатой, после чего они с Шоном бросаются бежать. Но Кейл очень быстро приходит в себя и, к тому же, он вооружён пистолетом. Улучив момент, Шон избивает Кейла рукояткой топора до потери сознания. После чего он хочет уйти, но Кэти говорит ему, что этого «недостаточно».
Когда агенты ФБР наконец приезжают, они находят измученных и травмированных Шона и Кэти, а в доме — живого, но прикованного и привязанного к стулу наручниками, ремешками и цепями Кейла.

## В ролях
| Актёр           | Роль                    |
| --------------- | ----------------------- |
| Дэвид Теннант   | Кейл Эрендрейх          |
| Роберт Шиэн     | Шон Фалько              |
| Карлито Оливеро | Дерек Сандовал          |
| Керри Кондон    | Кэти Хопгуд             |
| Жаклин Байерс   | Райли Сибрук            |
| Трэйси Хеггинс  | Агент ФБР Оливия Фуллер |
| Лиза Бреннер    | Хелен Лейтон            |
| Роб Нэгл        | Дон Фалько              |
| Дельпано Виллис | Офицер Агилар           |
| Дэна Милликэн   | Офицер Энн Пикетт       |

## Производство
Основные съемки фильма проходили в начале 2017 года в Портленде (штат Орегон, США)